# Cianosi
La cianosi (dal greco antico κυάνωσις?, kyànōsis, formato su κύανος, kyànos, "azzurro, livido") è una decolorazione bluastra anormale della pelle e delle mucose.

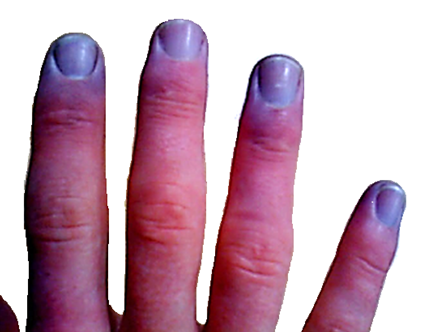
Dita cianotiche

## Epidemiologia e storia
Casi di cianosi, o Morbus caeruleus, sono presenti nella letteratura medica dai tempi di Ippocrate, nonostante le cause abbiano eluso i medici fino all'avvento dell'anatomia oggettiva e della patologia. Morgagni è spesso considerato il primo a descriverla nel 1761, tuttavia fu deSenac, medico personale di re Luigi XV a descriverne gli aspetti fisiopatologici nel 1749. Fu solo due secoli dopo però che Christen Lundsgaard determinò la quantità di emoglobina non ossigenata necessaria per produrre la discolorazione (4 - 6 gm/dl).

## Eziologia
La cianosi è dovuta alla presenza di alti livelli di emoglobina non ossigenata o dei suoi derivati nel sangue che circola nei capillari cutanei superficiali e nel plesso venoso subpapillare, non nelle arterie o nelle vene. L'ipossiemia, da non confondere con l'ipossia (che riflette l'ossigenazione dei tessuti), è la carenza di ossigenazione del sangue che porta alla cianosi. La pseudocianosi è generalmente dovuta all'esposizione a farmaci (es. amiodarone), e molto più raramente all'esposizione a metalli.

## Patogenesi
La discolorazione è il risultato della vasocostrizione e della diminuzione del flusso sanguigno periferico dovuto a diverse cause. La pseudocianosi può simulare la cianosi periferica, tuttavia non si osserva alcuna risposta al tentativo di "sbiancamento" della pelle applicando pressione.
La cianosi centrale è più preoccupante della cianosi periferica perché indica una riduzione della saturazione arteriosa di ossigeno (SaO₂) o la presenza di emoglobine anomale. Questa condizione si verifica tardi nel decorso della malattia ed è dovuta a un aumento dell'emoglobina deossigenata, causato dalla vasodilatazione dei plessi venosi o da una ridotta tensione arteriosa di ossigeno nei capillari.
Nella cianosi centrale, la saturazione arteriosa di ossigeno è ridotta o l’emoglobina è non funzionale, il che spiega perché colpisce strutture centrali e mucose. Al contrario, nella cianosi periferica, la SaO₂ è normale ma si verifica un maggiore prelievo di ossigeno a causa della vasocostrizione periferica, con riduzione del flusso sanguigno.
Storicamente, si è generata confusione sul livello di emoglobina deossigenata necessario per rendere la cianosi visibile. Questo è dovuto all’errata equazione tra i valori arteriosi e capillari, mentre è la concentrazione capillare che determina la colorazione blu. Inoltre, la cianosi dipende dalla quantità assoluta di emoglobina deossigenata, non da quella relativa:
- un paziente anemico con grave desaturazione arteriosa potrebbe non mostrare cianosi;
- un paziente policitemico sviluppa cianosi evidente con livelli di SaO₂ più elevati rispetto alla norma.

| Centrale | Periferica |
| --- | --- |
| Riduzione dell'ossigenazione arteriosa - diminuzione della pressione atmosferica (altitudine) - funzione polmonare compromessa (polmonite estesa, embolia polmonare, edema polmonare, malattia polmonare ostruttiva): ipoventilazione alveolare, alterazione del rapporto ventilazione/perfusione, diffusione dell'ossigeno compromessa - shunt anatomici: malattie cardiache congenite, malformazioni artero-venose polmonari - emoglobina con bassa affinità per l'ossigeno Anomalie dell'emoglobina - metemoglobinemia (congenita o acquisita) - solfoemoglobinemia acquisita - carbossiemoglobinemia | Stesse della centrale a cui si aggiungono: - gittata cardiaca ridotta (es. shock, insufficienza ventricolare sinistra) - esposizione al freddo - redistribuzione del flusso sanguigno dalle estremità - ostruzione arteriosa o venosa |

## Clinica

### Segni e sintomi
La discolorazione è più o meno visibile ad occhio nudo sulla base dello spessore cutaneo, della pigmentazione cutanea e dello stato in cui si trovano i capillari superficiali. Questo fa sì che la cianosi sia più visibile in aree del corpo dove il derma è più sottile e il numero di vasi sanguigni maggiore (labbra, naso, guance, orecchie, mucosa orale) e sotto la luce fluorescente. In base alla localizzazione della discolorazione si distingue in centrale, presente anche a livello del volto, e periferica, presente solo a livello di mani e piedi.
Sintomi che spesso si associano a cianosi sono:
- Dolore toracico
- Dispnea
- Tachipnea
- Tosse produttiva
- Letargia e confusione mentale a causa del minor apporto di ossigeno al cervello

### Esami di laboratorio e strumentali
- Anamnesi familiare;
- Anamnesi farmacologica;
- Anamnesi lavorativa: per esposizione a sostanze chimiche che potrebbero aver determinato l'insorgenza di forme anomale di emoglobima, come la carbossiemoglobina nel caso di avvelenamento da monossido di carbonio;
- Valutazione del colore della mucosa congiuntivale palpebrale, labbra, padiglione auricolare e palmo delle mani;
- Valutazione dei parametri vitali;
- Se la cianosi è localizzata a un'estremità, valutare la presenza di un'ostruzione vascolare periferica. Sospettare il fenomeno di Raynaud quando esso è intermittente;
- Valutare la presenza di ippocratismo digitale che sono segno di neoplasia polmonare che determina grave insufficienza respiratoria, patologie polmonari, scompenso cardiaco ma anche gravi malattie infiammatorie croniche gastrointestinali (es. malattia di Crohn);
- Esame emocromocitometrico;
- Ossimetria
- Elettroforesi dell'emoglobina per l'identificazione di emoglobinopatie;
- ECG;
- Ecocardiografia;
- Spirometria.[8]

## Trattamento
Il trattamento della cianosi dipende dalla causa.